# آثار یوهان سباستیان باخ

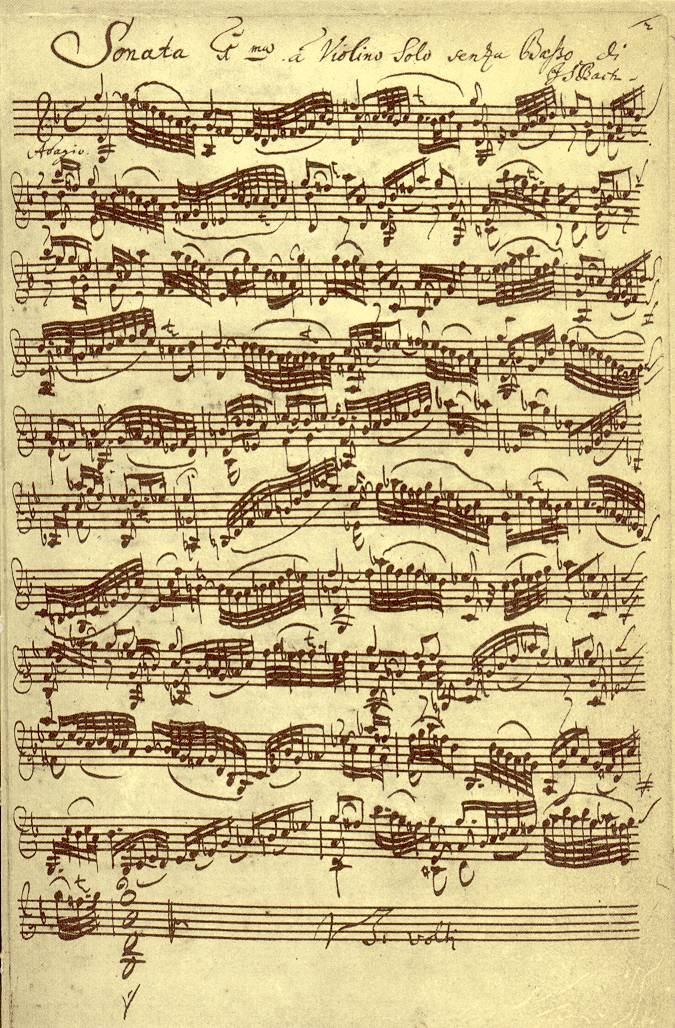
دست‌نویس سونات ویولن شماره ۱ اثر باخ

آثار یوهان سباستیان باخ با حروف اختصاریِ BWV (سرواژهٔ عبارت آلمانیِ Bach-Werke-Verzeichnis) به‌معنای «نمایهٔ آثار باخ» نمایه‌گذاری شده‌اند. این فهرست را ولفگانگ اشمایدر در سال ۱۹۵۰ منتشر کرد.
آثار باخ در فهرست یادشده، به‌جای تقسیم‌بندی برحسبِ زمان تصنیف اثر، برحسبِ نوعِ اثر تقسیم‌بندی شده‌اند:
- ۱ تا ۲۲۴ برای کانتات‌ها،
- ۲۲۵ تا ۲۴۹ برای آثار آوازیِ بزرگ،
- ۲۵۰ تا ۵۲۴ برای کوراله‌ها و آوازهای مقدس،
- ۵۲۵ تا ۷۷۱ برای آثار ارگ،
- ۷۷۲ تا ۹۹۴ برای آثار سازهای کلاویه‌ای دیگر،
- ۹۹۵ تا ۱۰۰۰ برای تصنیفات ساز لوت،
- ۱۰۰۱ تا ۱۰۴۰ برای آثار موسیقی مجلسی،
- ۱۰۴۱ تا ۱۰۷۱ برای موسیقی ارکستری،
- ۱۰۷۲ تا ۱۰۸۰ برای کانن‌ها و فوگ‌ها.

در گردآوری این فهرست، اشمایدر عمدتاً از فهرست ویراستِ «انجمن باخ» (به [Bach Gesellschaft Ausgabe] Error: {{Lang-xx}}: متن دارای نشانه‌گذاری ایتالیک است (راهنما))، فهرستی از آثار آهنگساز که بین سال‌های ۱۸۵۰ و ۱۹۰۵ جمع‌آوری شده، پیروی کرده‌است. برای فهرست کاملِ مرتب‌شده برحسب شمارهٔ BWV، مقالهٔ فهرست آثار باخ را ببینید.

## آثار برای ارگ
باخ در طی دوران حیاتش به‌عنوان ارگ‌نواز، مشاور ساختِ ارگ و آهنگساز، آثاری برای ارگ – چه در انواع آزاد آلمانی مانند پرلودها، فانتازیاها و توکاتاها و شکل‌های بسته‌تری مانند پرلود کورالهها و فوگها - مشهور بود. به دلیل خلاقیت فراوان و توانایی ادغام سبک‌های ملّی متفاوت و متنوع در آثارش برای ارگ، توانست در سنین جوانی شهرت و اعتبار کسب نماید. سبک مربوط به سرزمین‌های شمالی آلمان که در آثار گئورگ بوم (که باخ وی را در لونه‌برک ملاقات کرد) مشهود است، روش آهنگسازی باخ را تحت تأثیر قرار داده‌است. همچنین سبک دیتریش بوکسته‌هود (که باخ وی را در ۱۷۰۴ در لوبک ملاقات کرد) نیز بر سبک شخصی باخ در آهنگسازی تأثیراتی داشته‌است. حوالی همین دوران باخ آثار تعدادی از آهنگسازان فرانسوی و ایتالیایی را با هدف افزودن دانش و فهم خود دربارهٔ زبان تصنیفات آنها، رونویسی کرد و بعده‌ها حتی چند ویلون کنسرتو از ویوالدی و دیگران را برای اُرگ تنظیم کرد. پرحاصل‌ترین دوران وی (از ۱۷۰۸ تا ۱۷۱۴) نه تنها با تصنیف چندین جفت از پرلودها و فوگ‌ها و توکاتاها و فوگ‌ها همراه بود، بلکه تألیف «کتابچهٔ اُرگ» را نیز در پی داشت. این کتاب ناتمام مجموعه‌ای از چهل و نه پرلود کورالهٔ کوتاه را شامل می‌شد که هدف آنها نمایش فنون ترکیبی بود که می‌توانست در کاربرد ملودی‌های کوراله استفاده شود. آثار باخ برای اُرگ، پس از ترک وایمار کاهش یافت اما با وجود این، مشهورترین آثار او (شش سونات تریو، «تمرین کلاویهٔ III» - به آلمانی: «Clavierübung III» - تصنیف‌شده به سال ۱۷۳۹ و کورال «هجده بزرگ») همگی پس از این دوران تصنیف شده‌اند. در میانسالی، وی به شدت درگیر ارائهٔ مشاوره برای پروژه‌های متفاوت ساخت اُرگ، آزمایش ارگ‌های نوساز و اختصاص زمانی در بعدازظهرها برای اجرای تک‌نوازی بر روی ارگ‌ها گردید.

## آثار دیگر برای سازهای کلاویه‌ای

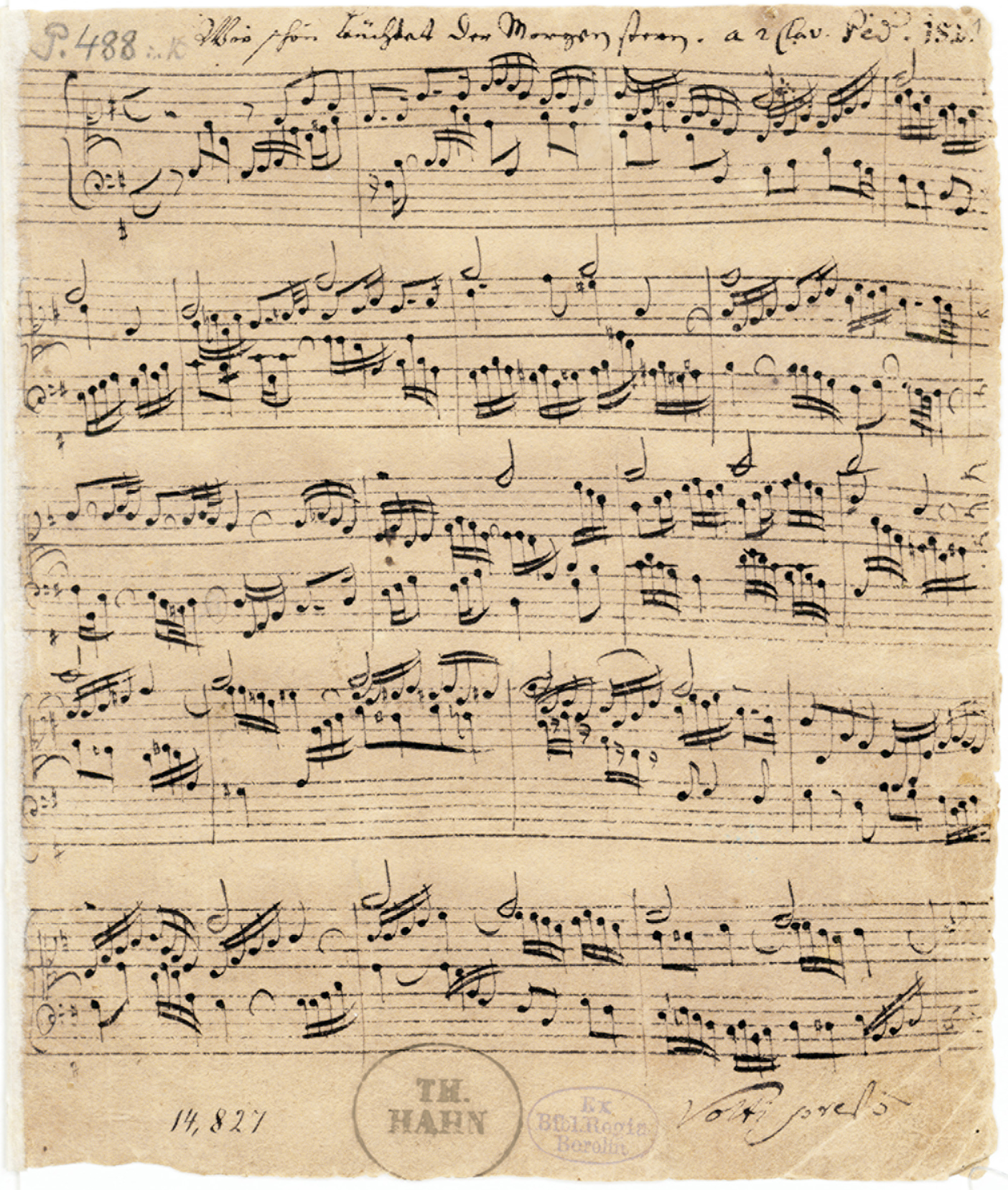

باخ آثار فراوانی برای هارپسیکورد نوشته‌است که بعضی از آنها بر روی کلاویکورد نیز اجرا شده‌اند. بسیاری از آثار او برای کلاویه‌ها مجموعه‌هایی هستند که سعی می‌کنند به شکلی دانشنامه‌ای احاطه‌ای جامع و کامل بر تمام سیستم‌های تئوریک داشته باشند و این تلاش‌ها موفقیت‌آمیز نیز بوده‌است.
- کلاویهٔ خوش‌کوک، کتاب‌های ۱ و ۲ (BWV 846-893). هر کتاب شامل یک پرلود و فوگ در هر یک از ۲۴ گام ماژور و مینور است (که گاهی مجموعهٔ کامل آنها با عنوان «چهل و هشتی» خوانده می‌شود). «خوش‌کوک» بودن که در عنوان اثر به آن اشاره شده‌است در اصل به کوک (و سیستم کوک‌کردن) بازمی‌گردد؛ کوک سازها پیش از باخ غالباً انعطاف کافی برای اجرای قطعاتی که بین بیش از چند گام محدود حرکت می‌کردند را نداشتند.
- ۱۵ اَنوانسیون و ۱۵ سینفونیا (BWV 772-801). این قطعات کوتاه آثار کنترپوآنی دو و سه صدایی هستند که به ترتیب علامات ترکیبی صعودی دِیِز و بِمُل مرتب شده‌اند و از تعدادی از کم‌کاربردهایشان صرف نظر شده‌است. این قطعات برای کاربردهای تدریسی و آموزشی تصنیف شده‌اند.
- سه مجموعه از سوئیت‌های رقص: سوئیت‌های انگلیسی (BWV 806-811)، سوئیت‌های فرانسوی (BWV 812-817) و پارتیتاها برای کلاویه (BWV 825-830). هر مجموعه شامل شش سوئیت است که بر روی مدل سنتی بنا شده‌اند (آلماند-کورانت-ساراباند-(یک موومان اختیاری)-ژیگ). سوئیت‌های انگلیسی به دقت از این مدل سنتی پیروی می‌نمایند و یک پرلود پیش از آلماند اضافه می‌کنند و موومان اختیاری بین ساراباند و ژیگ را نیز دارند. سوئیت‌های فرانسوی پرلود ابتدایی را ندارد ولی چندین موومان متفاوت بین ساراباند و ژیگ دارند. پارتیتاها با موومان‌های دیباچه‌ای (introductory) پرجزئیات و موومان‌های متفرقه بین بخش‌های اصلی مدل، اثر را از مدل سنتی و اصلی فراتر می‌برند.
- واریاسیون‌های گلدبرگ (BWV 988) که یک آریاست با ۳۰ واریاسیون. این مجموعه ساختاری غیرعادی و پیچیده دارد؛ واریاسیون‌ها به جای بنیان‌شدن روی ملودی آریا، مبتنی بر خط باس آن هستند و کانُن‌های موسیقایی بر مبنای یک طرح باشکوه در میان آنها قرار می‌گیرند.
- قطعات متفرقه‌ای چون «اورتور به سبک فرانسوی» («اورتور فرانسوی»، BWV 831)، «فانتازیا و فوگ کروماتیک» (BWV 903) و «کنسرتوهای ایتالیایی» (BWV 971) را نیز می‌توان ذکر کرد.

در میان آثار کم‌ترشناخته‌شدهٔ باخ برای سازهای کلاویه‌ای، می‌توان از هفت توکاتا (BWV 910-916)، چهار دوئت (BWV 802-805)، سوناتهایی برای کلاویه (BWV 963-967)، شش پرلود کوچک (BWV 933-938) و «Aria variata alla maniera italiana» به شمارهٔ BWV 989 نام برد.

## موسیقی برای ارکستر و موسیقی مجلسی
باخ برای سازهای تک، دو ساز و دسته‌های موسیقی کوچک آثاری نوشته‌است. آثار باخ برای سازهای تک – شش سونات و پارتیتا برای ویولن (BWV 1001-1006)، شش سوئیت برای ویولن سل (BWV 1007-1012) و پارتیتا برای فلوت تک (BWV 1013) – می‌توانند در میان ژرفترین آثار این دسته قرار گیرند. همچنین باخ یک سوئیت و چند اثر دیگر برای لوت تک تصنیف نموده‌است. او سونات‌هایی برای سه ساز و سوناتهای تک با آکومپانیمان یا همراهی بی‌وقفهٔ دیگر سازها (continuo) برای فلوت و ویولا داگامبا تصنیف کرده‌است. او همچنین تعداد زیادی کانُن و ریچرکاره نوشته‌است که بیشتر آنها سازبندی مشخصی ندارند. پراهمیت‌ترین مثال‌های این نوع آثار را می‌توان در «هنر فوگ» و «پیشکش موسیقایی» یافت.
مشهورترین اثر باخ برای ارکستر کنسرتوهای براندنبورگ هستند که به دلیل اینکه در سال ۱۷۲۱ به‌عنوان نمونهٔ کار به مارگراف – پسر دوک براندنبورگ – ارائه شدند، چنین نام گرفته‌اند (باخ نتوانست مقام مورد نظرش را نزد دوک براندنبورگ به دست آورد). این آثار نمونه‌هایی از کنسرتو گروسو هستند. آثار باقی‌ماندهٔ دیگر باخ در شکل کنسرتو، دو ویولن کنسرتو، یک کنسرتو برای دو ویولن (مشهور به کنسرتوهای «دوتایی» یا «double concertos») و کنسرتوهایی برای یک، دو، سه و حتی چهار هارپسیکورد هستند. به باور عمدهٔ صاحب‌نظران، بسیاری از کنسرتوهای هارپسیکورد آثاری اصلی نیستند و در اصل تنظیم‌هایی از کنسرتوهایی هستند که برای سازهای متفاوت تصنیف شده بودند و امروزه نسخه‌های آنها مفقود است. با نوسازی این آثار تعدادی کنسرتو برای ویولن، ابوا و فلوت استخراج شده‌است. علاوه بر کنسرتوها، باخ همچنین چهار سوئیت ارکستری نیز نوشته‌است که مجموعه‌ای از موسیقی سبک‌گرایانهٔ رقص برای ارکستر است. این اثر که امروزه با عنوان «اِیر بر سیم سُل» خوانده می‌شود، تنظیمی است که در قرن نوزدهم بر مبنای موومان دوم سوئیت ارکستری شمارهٔ ۳ انجام شده‌است.

## آثار آوازی و آثار برای دستهٔ کر
باخ در کلیسای سنت توماس هر یک‌شنبه یک کانتات بر مبنای تم مربوط به منتخب آیات کتاب مقدس که در همان هفته خوانده می‌شد، اجرا می‌کرده‌است. با وجود اینکه وی کانتات‌های دیگر آهنگسازان را نیز اجرا می‌نموده، دست‌کم سه مجموعهٔ کامل از کانتات‌ها را خود تصنیف کرده‌است که هر مجموعه از این سه ویژهٔ یکشنبه‌ها و مناسبت‌های کلیسائی در طول سال بوده‌اند. این سه مجموعه علاوه بر آن کانتات‌هایی است که او در مول‌هاوزن و وایمار تصنیف نموده‌است. در مجموع، وی بیش از ۳۰۰ کانتات مقدس نوشته که از میان آنها تنها حدود ۱۹۵ اثر برجای مانده‌است.
کانتات‌های وی از نظر شکل و سازبندی بسیار متفاوتند. بعضی از آنها تنها برای یک تک‌خوان و بعضی دیگر برای یک دستهٔ همسرایان هستند. از نظر سازبندی نیز بعضی برای ارکسترهای بزرگ و بعضی دیگر برای تعداد محدودی ساز تصنیف شده‌اند. با وجود این، ساختاری معمول در کانتات‌ها می‌توان یافت؛ یک همسرایی ورودیهٔ بزرگ که با یک یا چند جفت آریای گفت‌آواز (رسیتاتیو) برای تک‌خوان‌ها یا دوئت‌ها پی گرفته می‌شود و در نهایت به یک کوراله ختم می‌گردد. کورالهٔ پایانی اغلب به‌عنوان یک پرلود کوراله در موومان اصلی نیز ظاهر می‌شود و گاهی به‌عنوان یک کانتوس فیرموس در همسرایی ورودیه نیز می‌آید. مشهورترین این کانتات‌ها «کانتات شمارهٔ ۴» («Chris lag in Todesbanden»، به فارسی: «مسیح در بستر مرگ بود»)، کانتات شماره ۸۰ («Ein feste Burg»، به فارسی: «یک دِژ امن»)، کانتات شمارهٔ ۱۴۰ («Wacher auf»، به فارسی: «برخیز») و کانتات شماره ۱۴۷ («Herz und Mund und Tat und Leben»، به فارسی: «قلب و زبان و کردار و وجود») هستند.
همچنین باخ تعدادی کانتات غیرمذهبی نیز تصنیف نموده‌است که معمولاً در مراسم اجتماعی چون جشن‌های ازدواج اجرا می‌شده‌اند. دو کانتات ازدواج و کانتات قهوه (که روایت داستان دختری است که تا زمانی که اعتیادش به قهوه را ترک نکرده‌است، پدرش به او اجازهٔ ازدواج نمی‌دهد) از مشهورترین این نوع کانتات‌ها هستند.
آثار باخ برای ارکستر و دستهٔ آواز بزرگ شامل قطعهٔ مشهور «پاسیون به روایت متای قدیس» (به آلمانی: «Matthäuspassion») و «پاسیون به روایت یوحنای قدیس» (به آلمانی: Johannespassion) است که هر دو اثر برای اجرا در هفتهٔ مقدس در کلیسای سنت توماس تصنیف شده‌اند. همچنین از آثار دیگر وی در همین دسته‌بندی می‌توان به ارتاریوی کریسمس (مجموعهٔ شش کانتات برای اجرا در آیین نماز کریسمس) نیز اشاره نمود. ماگنیفیکات در دو نسخه (یکی در می بِمُل ماژور با موومان‌هایی جای‌گرفته در میان موومان‌های متن ماگنیفیکات و نسخه‌ای دیگر در ر ماژور که مشهورتر است) و «ارتاریوی عید پاک»، در قیاس با کانتات‌های بزرگ و استادانه‌ای چون پاسیون‌ها و ارتاریوی کریسمس، خُردترند.
دیگر اثر بزرگ باخ، «مس در سی مینور»، نزدیک پایان عمر وی با استفاده از قطعات دیگری که پیش‌تر تصنیف شده بودند (مانند کانتات شماره ۱۹۱ و کانتات شمارهٔ ۱۲) گردآوری گشت. این قطعه هرگز در زمان حیات باخ و حتی پس از مرگ وی تا قرن نوزدهم اجرا نشد.
در تمام این آثار، برخلاف موتت‌ها، در کنار همسرایی‌ها بخش‌های تکخوانی قدرتمندی نیز دیده می‌شود.

### اجراها
در دوران باخ دسته‌های موسیقی به بزرگی دوران‌های بعدی – مثلاً دوران برامس – نبوده‌اند. تعداد اندکی از آثار او برای بیش از ۲۴ نوازنده تصنیف شده‌است. امروزه این مسئله که آیا اجراکنندگان امروزی باید به اجراهای اصیل وفادار بمانند یا از دستهٔ نوازندگان بزرگ‌تر و امروزی‌تر استفاده نمایند، محل بحث و گفتگوست. در بعضی از مهم‌ترین آثار مجلسی وی از سازهای مطلوب آن قطعه سخنی به میان نیامده است و در نتیجه امکانات افزون‌تری برای تنظیم مجدد اینگونه قطعات وجود دارد.
مفسّران تأثیرگذار و مهم آثار باخ و حوزهٔ تخصص هر یک از آنها چنین‌اند؛ گلن گولد، ادوین فیشر و رزالین تورک (پیانو)، واندا لاندوسکا (هارپسیکورد)، هلموت والچا و ای. پاور بیگز (ارگ)، پابلو کاسالس، یویو ما و آنر بیلسما (ویولن سل)، ناتان میلستین (ویولن)، کارل ریختر، هلمون ریلنگ و جان الیون گاردینر (دستهٔ همسرایی و ارکستر)، نیکولاس هارننکورت و گوستاف لئونهارت (کانتات‌ها، اجراهای اصیل)، جاشوآ ریفکین و آندرو پاروت (آثار آوازی).
وندی کارلوس در سال ۱۹۶۸ با استفاده از سینتی‌سایزری به نام «موگ» (Moog) که به تازگی ابداع شده بود، «باخ امروزی» (به انگلیسی: «Switched-On Bach») را اجرا نمود. این اثر در کنار اجراهای غیرمعمول گلن گولد در محبوب نمودن موسیقی باخ بین مردم عادی در قرن بیستم، نقش عمده‌ای داشتند.

### بازنویسی‌ها (ترانسکریپشن‌ها)
آثار باخ برای بسیاری از آهنگسازان که با هدف ساخت موسیقی بر مبنای تم‌های او، یا بازنویسی (ترانسکریپشن) آثار برای دیگر سازها تلاش کرده‌اند، الهام‌بخش بوده‌است. در میان آهنگسازان کلاسیک، آثار او بیش از دیگران بازنویسی و تنظیم مجدد شده‌اند. مجموعه کامل آثار او برای هارپسیکورد توسط بوسونی ویرایش و بازنویسی شده‌اند و لیست یک پرلود و یک فوگ مبتنی بر موتیف BACH نوشته‌است. یکی دیگر از بازنویسی‌های مشهور از آثار باخ، آوه ماریا توسط شارل گونو است که بر مبنای اولین پرلود کلاویهٔ خوش‌کوک تصنیف شده‌است. آندرز سگوویا بخاطر تنظیم آثار باخ که برای گیتار کلاسیک بازنویسی شده‌اند، مشهور است. از میان این آثار می‌توان به قطعهٔ بسیار مشکل «شاکون» از پارتیتا برای ویولن در ر مینور اشاره کرد. گیتارنواز سبک رمانتیک، فرانسیسکو تاره‌گا مجموعهٔ متنوعی از آثار باخ، شامل فوگ از سونات ویولن شمارهٔ ۱، را بازنویسی کرده‌است. موتزارت بعضی از فوگ‌های کلاویهٔ خوش‌صدا را برای سه ساز زهی تنظیم نموده، آرنولد شوئنبرگ پرلود باخ با نام «آنِ قدیس» برای ارگ و فوگ در می‌بمل ماژور را برای ارکستر تنظیم کرده و وِبرن، ریچرکارهٔ «پیشکش موسیقایی» را برای ارکستر تنظیم نموده‌است. همچنین تنظیماتی از «هنر فوگ» برای ارکستر، دستهٔ پنج‌تایی سازهای برنجی و دستهٔ چهارتایی ساکسفون نیز انجام شده‌است.
همچنین آثار باخ دست‌مایهٔ بعضی آهنگسازان و نوازندگان غیرکلاسیک هم قرار گرفته‌است. از آن میان می‌توان به اجراهایی از آثار او در سبک جاز که توسط ژاک لوسیه («ژاک لوسیه، باخ می‌نوازد») و دسته چهارنفری جاز نوین («بلوز بر مبنای باخ») اشاره نمود.